# 31641 Cevasco
31641 Cevasco este un asteroid din centura principală de asteroizi.

## Descriere
31641 Cevasco este un asteroid din centura principală de asteroizi. A fost descoperit pe 6 aprilie 1999 la Socorro, New Mexico, în cadrul proiectului LINEAR. Asteroidul prezintă o orbită caracterizată de o semiaxă mare de 2,44 ua, o excentricitate de 0,13 și o înclinație de 1,2° în raport cu ecliptica.